# スクイーキー・ホイール
スクイーキー・ホイール (The Squeaky Wheel) は、ロシア連邦から特徴的な音を送信する短波放送に対して短波受信家がつけたニックネームである。 2000年頃から2008年まで、スクイーキー・ホイールは何となく「きしむ車輪」の音を思わせる高音の2トーン信号を送信しており、名称はこの音に由来する。2008年から、短い周期で繰り返される高低2音のトーン信号に変わり、遠方の受信局で聞いてもきしむ車輪の音には聞こえなくなった。送信周波数は日中5,473kHz、夜間3,828kHzである。フォネティックコードを用いたものと思われる短文形式の音声メッセージが何度か報告されている。送信局の正確な位置は不明だが、ロシアのロストフ・ナ・ドヌの近くにあると考えられている。中央ヨーロッパでも信号強度はあまり強くなく、ノイズの影響で何日も受信できないこともある。 
他にも3,650kHz、3,815kHz、5,474kHzおよび5,641kHzでも聴取されている。 
ENIGMAではスラブ語を示すSを付してS32と呼称されているが、2000年から2005年にかけて言語が不明だったためXSWと呼称されていた。 